# Штраус Групп

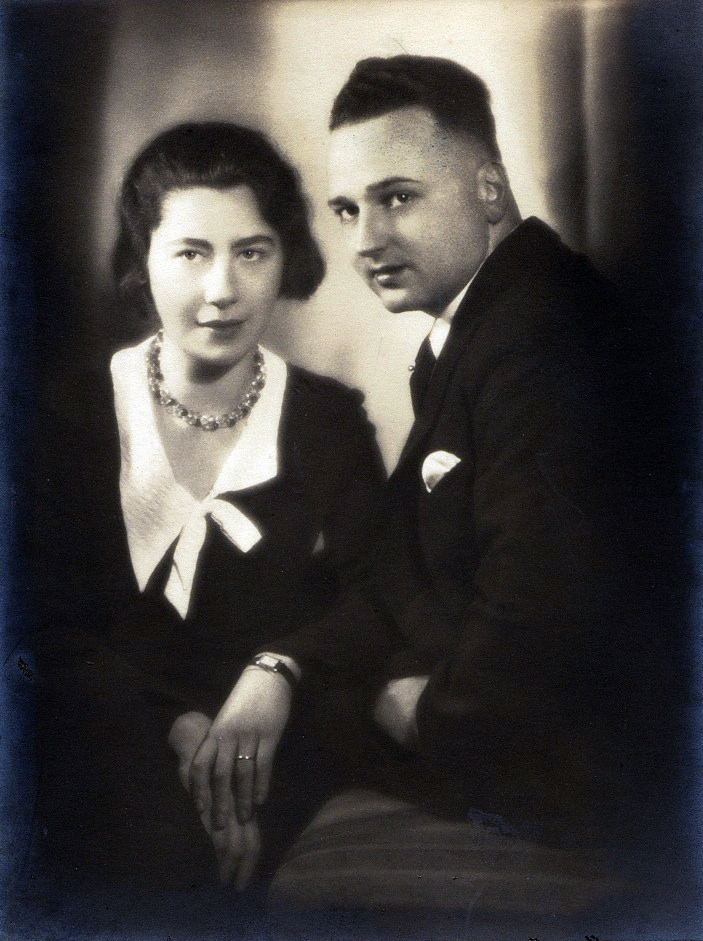
Рихард и Хильда Штраусы

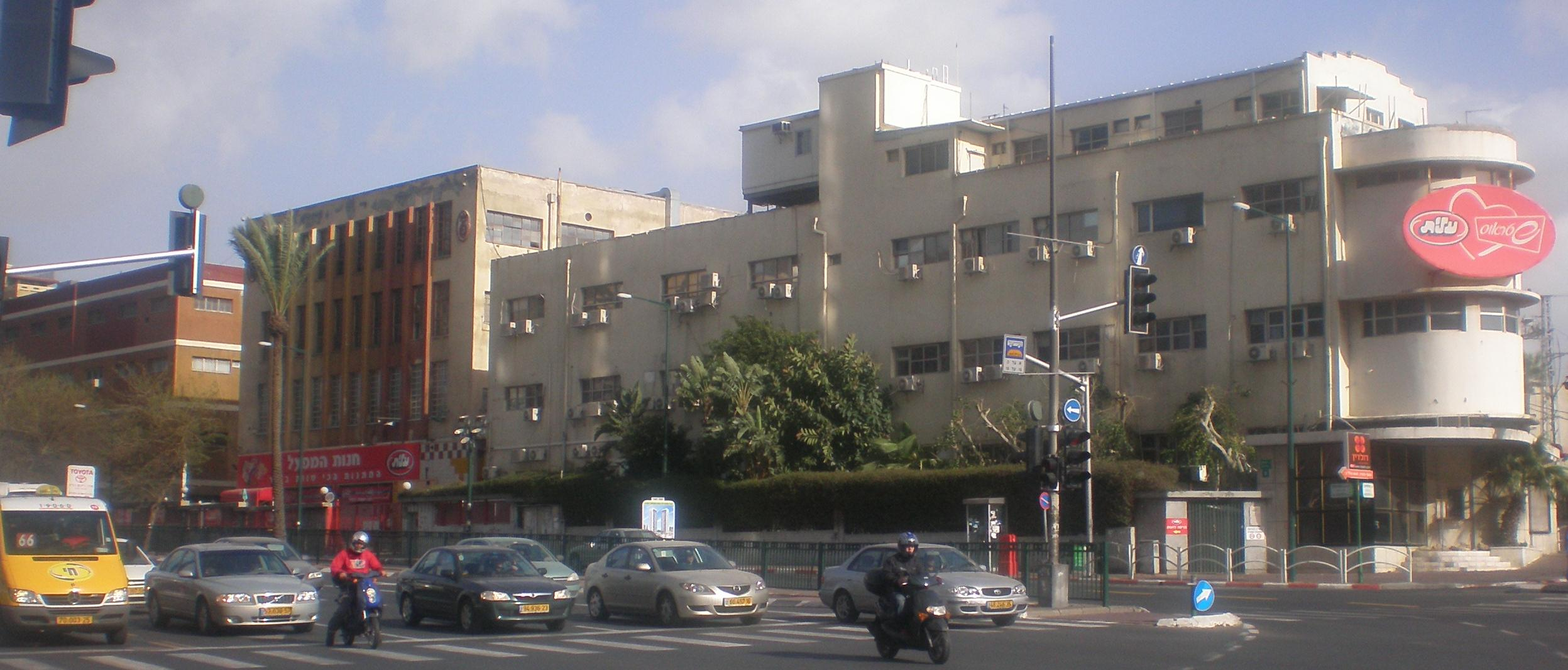
Фабрика «Элит», Рамат-Ган

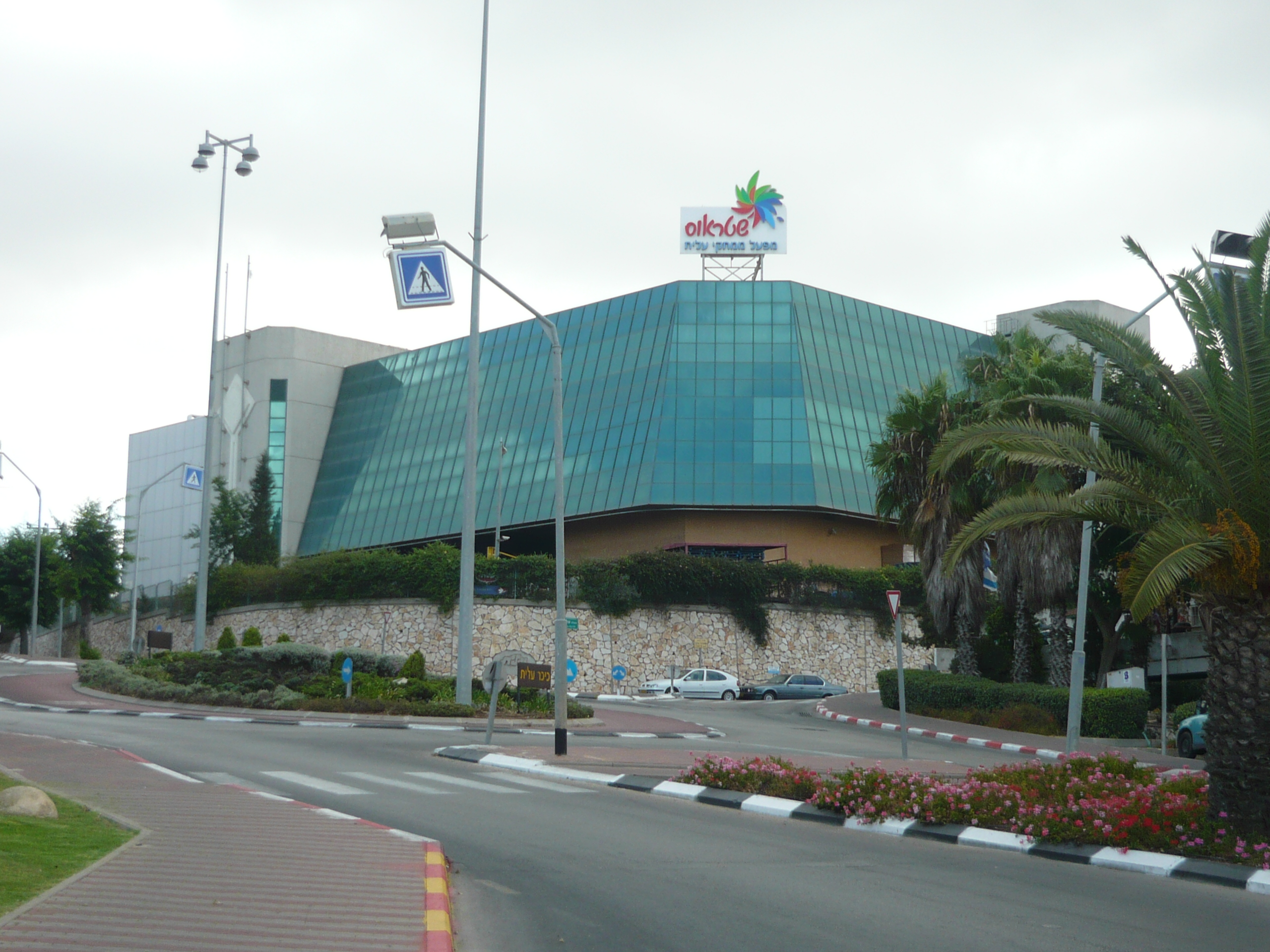
Завод Strauss-Elite в Ноф ха-Галиль

ООО «Штраус Групп» (ивр. שטראוס גרופ בע״מ‎), ранее Штраус-Элит (ивр. שטראוס עלית‎) — крупнейший израильский производитель и продавец потребительских продуктов питания, продаваемых через розничные магазины.  Продукция Strauss Group включает в себя молочные продукты, кофе, воду, закуски, салаты и соусы. Дочерняя компания Strauss Coffee — ведущая кофейная компания в Восточной Европе и Бразилии. Strauss Group — публичная компания, акции которой торгуются на Тель-Авивской фондовой бирже, большая часть её акций (57 %) принадлежит семье Штраус.
Число сотрудников Strauss Group по всему миру— более 15 000, компания базируется более чем в 20 странах.

## История

### 1918—1933: Кондитерский бизнес в России и Латвии.
В 1918 году русский еврей Элияху Фроменченко (также пишется Фромченко) вместе со своей семьёй начал кондитерский бизнес с приготовления кондитерских изделий на своей домашней кухне. Спасаясь от экономического и политического хаоса Советского Союза, он переехал в Латвию и, в 1924 году, объединился с предприятием Laima в Риге. В 1933 году он продал свою долю в Лайме и переехал в Подмандатную Палестину.

### 1933—2004: Элит
Купив недвижимость в Рамат-Гане, Фроменченко открыл производство шоколада «Элит» (англ. Elite). Первый продукт поступил в магазины к Песаху 1934 года. Самой популярной маркой стал «Шоколад Корова» (ивр. שוקולד פרה‎), c изображением коровы на упаковке. По мере роста компании были открыты заводы в Цфате и Нацрат-Илите. В 1958 году Elite основала первую в Израиле кофейную компанию. Её основным конкурентом как по шоколаду, так и по кофе была компания Lieber, которая была выкуплена в марте 1970 года. В 1982 году Elite запустила популярную линию шоколадных батончиков «Перерыв» (ивр. פסק זמן‎,).
Израильский рынок закусок традиционно был разделен:
- на рынке сладостей — Elite
- на рынке пикантных блюд — Osem.

В 1991 году Elite решила выйти на рынок солёных закусок, открыв новую фабрику в Сдероте по производству копии «Бамбы», производимой Osem, назвав продукт  «Шуш». Elite стала местным лицензиатом продукции американской компании чипсов Frito-Lay, производя самый продаваемый бренд «Тапучипс» (ивр. תפוצ'יפס‎). Позже Elite начала продавать кофе за пределами Израиля, в основном, в Европе и Южной Америке, став международной компанией.
Антимонопольное управление Израиля обвинило Elite в злоупотреблении положением монополиста на рынках растворимого кофе, черного кофе и шоколада. В 2006 году Elite-Strauss выплатила штраф в размере 5 миллионов шекелей, не признав вины.

### 1936—2004: Штраус
Рихард и Хильда Штраусы, немецкие евреи из города Нидер-Ольм, иммигрировали в 1936 году в город Нагарию (Подмандатная Палестина) и основали молочную ферму, заведя первоначально всего двух коров. Излишки продукции, которые Ричард не мог продать, Хильда перерабатывала в сыр, производство которого вскоре стало основным направлением бизнеса. Далее последовало производство десертов. В 1950-х годах Штраус начал производство мороженого с фабрики в Нагарии, на которой работало около 50 человек.
В 1969 году, после того как французская компания Groupe Danone приобрела часть собственности компании Штраусс,  к производству мороженого были добавлены пудинги и другие молочные десерты в индивидуальной упаковке, самым популярным из которых был «Dani», а примерно 15 лет спустя — «Milky». В 1975 году генеральным директором компании стал Михаэль Штраус, сын основателей.
В 1995 году компания занялась производством готовых салатов. Самым популярным стал бренд хумуса «Ахла». В 1997 году компания приобрела 50 % акций молочного завода «Йотвата», а также компанию Elite (штат сотрудников которой более 7000 человек, оборот 1 миллиард долларов США в год), однако формально слияние произошло только в 2004 году.
В 2001 году генеральным директором компании стала Офра Штраусс, дочь Михаэля. В том же году собственностью компании стала сеть шоколадных кафе Max Brenner, расположенных в Азии, Австралии и США.
В 2004 году Антимонопольное управление Израиля назвало Штрауса монополистом, по сути поставив компанию под государственное регулирование, ограничивающее способы изменения цен на продукцию.

### 2004—2007: Штраус — Элит
В 2004 году компании Strauss и Elite объединились и образовали компанию Strauss-Elite.
В 2005 году компания расширилась:
- был приобретён контроль над нью-йоркской компанией по производству продуктов питания Sabra[англ.]
- организовано совместное предприятие с Frito-Lay (подразделение корпорации PepsiCo) .

В декабре 2005 года Strauss-Elite объединила свою деятельность по производству кофе с компанией Santa Clara Indústria e Comércio de Alimentos Ltda в Бразилии, став вторым по величине производителем кофе в Бразилии.

### С 2007 года: Группа Штраус
В 2007 году название компании изменилось на Strauss, появился новый корпоративный логотип.
Компания Strauss Ice Cream была исключена из портфеля Strauss Group и стала частной со следующим распределением долей :
- Unilever — 51 %
- семья Штраус — 49 %

Мороженое Strauss продается под брендом Unilever Heartbrand в Израиле и Северной Америке.
В 2017 году Strauss Group продала бренд  сеть шоколадных кафе Max Brenner некоторым франчайзи.

## Хронология семьи Штраусов
- 1936 — Хильда и доктор Рихард Штраус покидают нацистскую Германию и прибывают со своим двухлетним сыном Петером-Майклом в порт Яффо в Палестине под британским мандатом.
- 1937 — Проживая в Нагарии, они покупают двух коров и сажают овощи и зерновые культуры, чтобы начать семейный бизнес.
- 1939 — Семья Штраус продаёт коровник ( уже 20 коров) и покупает молочный завод в Нагарии, поставщики молока — соседние кибуцы (фермерские коллективы).
- 1955—1958 — Михаэль Штраус изучает технологию молока в Институте Вейцмана, Швейцария, и Милкане в Ульме, Германия.
- 1959 — Из-за финансовых взят  кредит.
- 1960 — Майкл импортирует мягкий сыр «Жерве» в Израиль.
- 1962 — Он подписывает соглашение о ноу-хау и роялти с Gervais, ведущим французским производителем свежих сыров.
- 196 — Gervais объединяется с Danone и становится Gervais Danone[фр.]. Майкл получает три награды на выставке продуктов питания в Израиле за сыр Камамбер, копчёный сыр и мороженое.
- 1968 — Штраус получает награду за самый вкусный продукт.
- 1969 — Партнерство с Danone, которая покупает 28 % акций Strauss. Партнерство продолжается до 1980 года, когда Danone прекращает его из-за бойкота Израиля Лигой арабских государств.
- 1972 — Штраус строит новый завод в Нагарии и начинает производство «Дани».
- 1979 — Начинается продажа шоколада «Милки».
- 1983 — Михаэль получает премию Израиля в области промышленности.
- Середина 1980-х — Штраус покупает молочные заводы на Голанах.
- 1987 — Михаэль назначается руководителем отдела продуктов питания Ассоциации производителей Израиля.
- 1995—1998 — Установлено стратегическое партнерство с Uniliver (1995 г.), Danone (1997 г.) и PepsiCo Frito-Lay (1998 г.) и приобретено 15 % акций Elite, 50 % молочных заводов Yotvata и кофейных фабрик в Болгарии, Хорватии, Турции.
- 1998—2000  — Освоение приобретений.
- 2000 — В мошаве Ахихуд[англ.] открывается новая молочная ферма, самая передовая и крупнейшая молочная ферма на Ближнем Востоке.
- 2001 — Штраус назначает Офру Штраус генеральным директором, сменив на этом посту её отца Майкла.
- 2001—2003  — Штраус покупает  сеть шоколадных кафе Max Brenner[англ.], заключает маркетинговое соглашение с Lavazza, сотрудничает с Yad Mordechay и покупает компанию Salats.
- 2004  — Strauss и Elite становятся одной компанией. Акции Штрауса становятся публично торгуемыми на фондовом рынке.
- 2005 — приобретает компанию Sabra Salads и выходит на рынок Северной Америки, а также приобретает компанию MK Café в Польше, объединяясь с бразильским кофе Santa Clara.
- 2006  — компания запускает Sabra в США и приобретает карусели через Sabra.
- 2008 — сотрудничество с корпорацией PepsiCo для разработки и продажи спредов на американском рынке.
- 2010 — открытие фабрики по производству салатов в Виргинии (крупнейшая в мире). Тари расширяет свою деятельность на Западную Европу, Сербию, Бразилию, Мексику и Австралию.
- 2013  — Становится одной компанией — Сабра-Обела.
- 2016  — приобретение немецкой кофейной фабрики  Norddeutsche Kaffeewerke GmbH.
- 2017  — выкупает акции TPG в Strauss Café.

### Мороженое Штраус
- 1940 — Хильда Штраус экспериментирует с рецептами мороженого и разрабатывает оригинальный рецепт. Её муж, Рихард Штраус, приобретает машину для пастеризации молока. Родилась Рая Штраусс.
- 1945 — Мороженое Хильды Штраус представлено на продовольственной выставке в Тель-Авиве.
- 1949 — на рынке представлено мороженое Strauss.
- 1962 — Штраус арендует фабрику по производству мороженого в Акко для производства мороженого марок Exodus и Tilon.
- 1968 — Мороженое Strauss получает награду за лучшее мороженое.
- 1978 — Strauss становится ведущим израильским производителем мороженого.
- 1979 — Штраус покупает мороженое Witman.
- 1991 — Штраус открывает кафе-мороженое Blue Moon.
- 1995 г. — В июле на заводе вспыхивает пожар.
- 1995 г. — В сентябре компания Unilever приобретает 50 % компании по производству мороженого.
- 1996 — Предприятие сливается с Strauss Icecream Ltd.
- 2014 г. — Unilever становится полноправным владельцем Strauss Icecream Ltd.

### Салаты Штраус
- 1990 — Штраус покупает салаты Mi Va Mi.
- 1991 г. — запуск салатов под маркой «Ахла».
- 1992 — Приобретение компании «Итальянские салаты Чибби».
- 1995 — Основание компании по производству салатов «Мааданей Олам».
- 1998 — PepsiCo Frito-Lay приобретает 50 % Elite Mazon, элитной компании по производству соленых закусок.
- 1999  — Штраус становится стратегическим партнером копрорации PepsiCo.
- 2003  — приобретение 50 % салатной компании ANP.
- 2005  — приобретение Sabra и выход на рынок Северной Америки.
- 2006 — к запуск Sabra в США и приобретение каруселей через Sabra.
- 2008 —сотрудничество с Pepsico для разработки и продажи дипов и спредов на американском рынке.
- 2010 — Открытие крупнейшей в мире фабрики по производству салатов в Виргинии. Tari (подразделение PepsiCo и Strauss) расширяет свою деятельность на Западную Европу, Сербию, Бразилию, Мексику и Австралию.
- 2013 г. — Штраус становится единым предприятием — Сабра-Обела.